# Austronésie

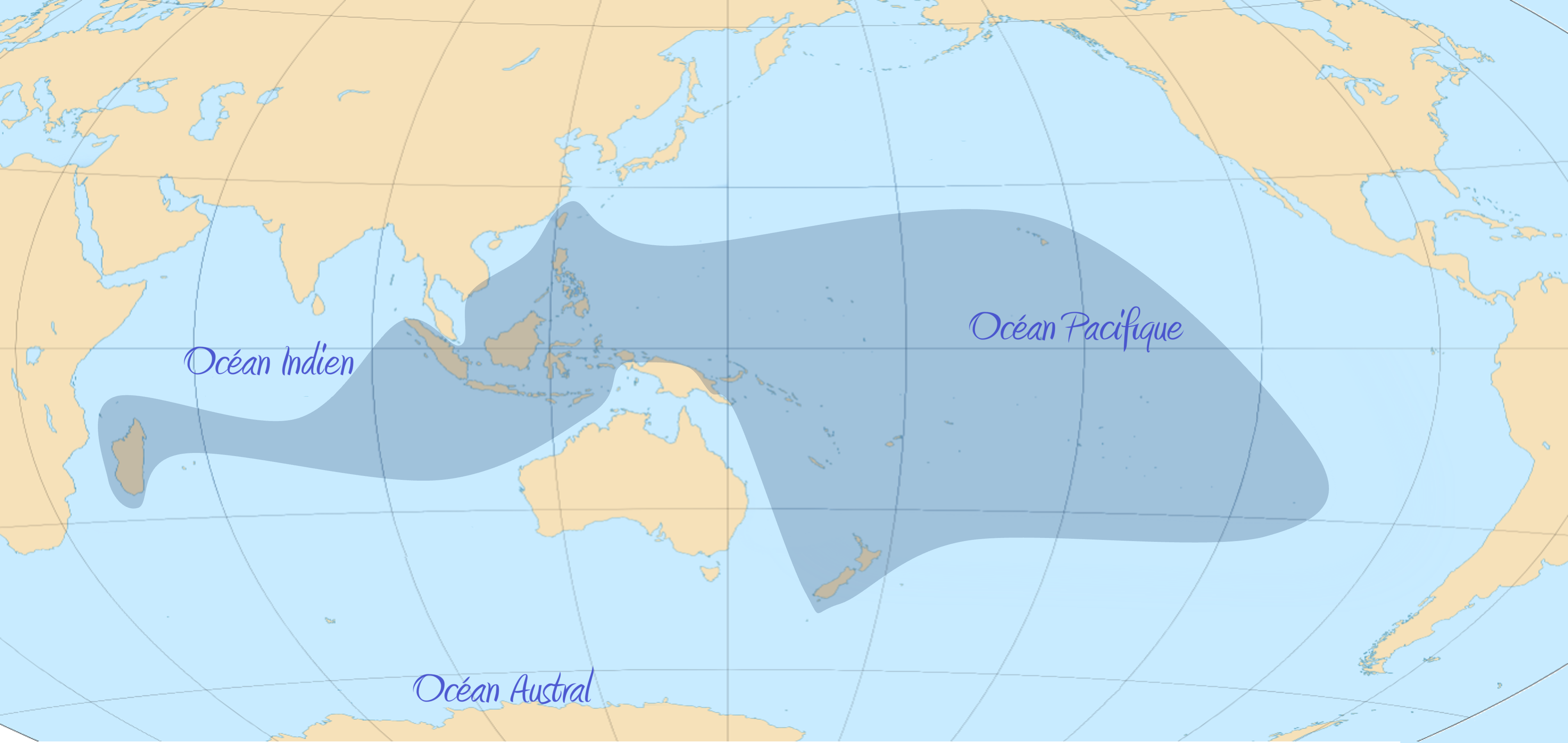

Austronésie est le nom donné à une vaste région comprenant les iles des mers australes, la Mélanésie, la Polynésie, la Micronésie, l’Indonésie, Madagascar et Taïwan. Historiquement il s'agit de l'ensemble des régions pratiquant les langues austronésiennes.